# Edward Knatchbull (9e baronnet)
Edward Knatchbull (20 décembre 1781 - 24 mai 1849) est un homme politique conservateur britannique. Il exerce ses fonctions auprès de Robert Peel en tant que payeur des forces entre 1834 et 1835 et en tant que payeur général entre 1841 et 1845.

## Jeunesse
Il est le fils de sir Edward Knatchbull, 8e baronnet, et de Mary, fille de William Western Hugessen, et fait ses études à Christ Church, Oxford et est inscrit en 1800 . Il est élu membre de la Royal Society en 1802  et est admis au barreau de Lincoln's Inn en 1803. En 1819, il devient baronnet à la mort de son père.

## Carrière politique
Il est élu en tant que député pour le Kent à une élection partielle en novembre 1819 pour combler la vacance provoquée par la mort de son père . Il occupe ce poste jusqu'aux élections générales de 1831 où il ne se présente pas. Le Reform Act de 1832 divise la circonscription du comté de Kent en circonscriptions est et ouest et, aux élections générales de 1831, Knatchbull est élu l'un des deux députés de la nouvelle division orientale du Kent. Il occupe ce siège jusqu'à sa démission  au début de 1845.
En 1829, il devient l'un des dirigeants des " ultra-tories " opposés à l'émancipation des catholiques en Irlande. Admis au Conseil privé en 1834, il sert sous les ordres de Robert Peel en tant que payeur des forces entre 1834 et 1835 et en tant que payeur général entre 1841 et 1845.

## Famille
Il se marie deux fois. Sa première épouse est Annabella Christiana Honywood, fille de Sir John Honywood, 4e baronnet. Ils se marient le 25 août 1806  et ont six enfants:
- Mary Louisa Knatchbull (née en 1808)
- Eleanor Grace Knatchbull (décédée en 1913)
- Beatrice Joanna Knatchbull
- Mary Dorothea Knatchbull (décédée en 1838)
- Sir Norton Joseph Knatchbull, 10e baronnet (1808-1868)
- (enfant, déc. 1818)

Annabella est décédée en couches en 1814 et le 24 octobre 1820, Knatchbull épouse Fanny Catherine Knight, fille d'Edward Knight (né Edward Austen, frère de la romancière anglaise Jane Austen). Ils ont neuf enfants, dont:
- Edward Knatchbull-Hugessen, 1er baron Brabourne (1829–1893)
- Le révérend Reginald Bridges Knatchbull-Hugessen (né en 1831)
- Herbert Thomas Knatchbull-Hugessen (né en 1835)
- William Western Knatchbull-Hugessen (1837-1864) [5]

Knatchbull décède en mai 1849, à l'âge de 67 ans, dans la propriété familiale de Mersham Hatch, dans le Kent, et son fils, son premier mariage, Norton, lui succède comme baronnet. Lady Knatchbull est décédée en décembre 1882 .